# Philippe Octave Amédée de Barral
Philippe Octave Amédée de Barral est un militaire et homme politique français né le 1er juillet 1791 à Voiron (Isère) et mort le 26 septembre 1884 au château de Moisse, à Bétête (Creuse).

## Biographie
Il est le fils d'André de Barral, général de brigade, préfet du Cher, et d'Anne de Beauharnais. cousine germaine d'Alexandre de Beauharnais, époux de la future impératrice Joséphine de Beauharnais.
Page de Napoléon Ier, il entre dans l'armée et fait la campagne d'Espagne comme capitaine de cavalerie. Il est fait prisonnier par les Anglais en 1812. Conseiller général de l'Isère, il est nommé préfet du Cher en 1852. Il est député du Cher de 1854 à 1856 et sénateur du Second Empire de 1856 à 1870, soutenant le régime.
Il avait épousé Marie Alexandrine Robin de Scévole (1798-1838), fille de François Robin de Scévole, maire d'Argenton-sur-Creuse et député de l'Indre. Octave de Barral et son épouse sont enterrés à Voiron.

## Sources
- « Philippe Octave Amédée de Barral », dans Adolphe Robert et Gaston Cougny, Dictionnaire des parlementaires français, Edgar Bourloton, 1889-1891 [détail de l’édition]